# Série mondiale 2005

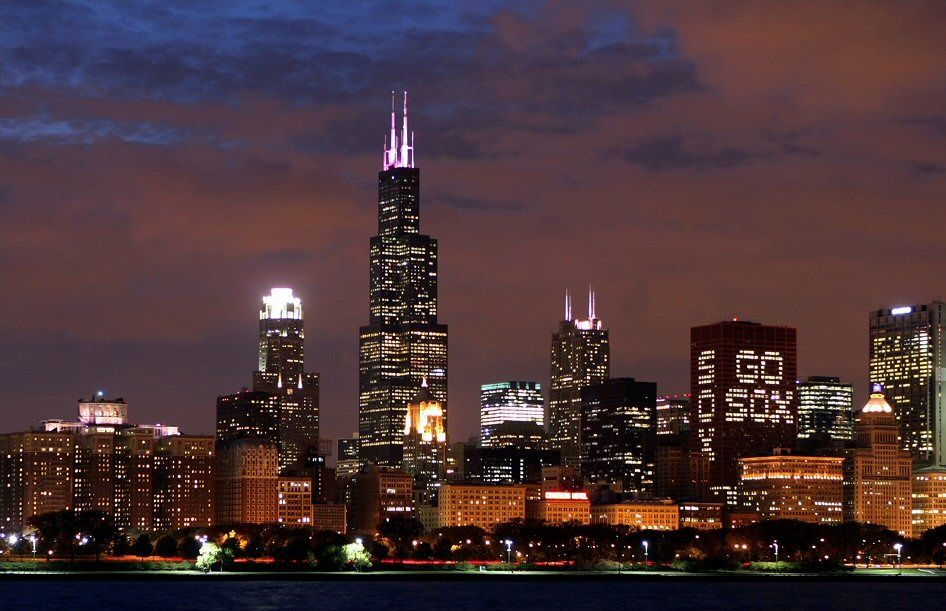
Une photo de la ville de Chicago encourageant ses White Sox pendant la Série mondiale, à l'automne 2005.

La Série mondiale 2005 est la 101e série finale des Ligues majeures de baseball. Elle débute le 22 octobre 2005 et opposait les champions de la Ligue américaine, les White Sox de Chicago, aux champions de la Ligue nationale, les Astros de Houston.
Cette série 4 de 7 se termine le 26 octobre 2005 par une victoire par balayage des White Sox de Chicago, quatre parties à zéro sur les Astros de Houston. Les Sox remportaient ainsi leur première Série mondiale depuis 1917.

## Équipes en présence
Les White Sox de Chicago présentèrent en 2005 le meilleur dossier de la Ligue américaine et le deuxième meilleur de toutes les majeures en se classant premier dans la division Centrale, avec 99 victoires en saison régulière, contre 63 défaites. En Série de division, ils balayèrent en trois matchs consécutifs les champions en titre du baseball, les Red Sox de Boston, qualifiés comme meilleurs deuxièmes dans l'Américaine avec un rendement de 95-67.
Les Angels de Los Angeles (95-67, champions dans l'Ouest) passèrent en Série de championnat lorsqu'ils éliminèrent trois parties à deux les Yankees de New York (95-67, champions dans l'Est). Les White Sox eurent besoin de cinq parties pour se défaire des Angels et passer en grande finale pour la première fois depuis 1959. 
Les White Sox, qui avaient gagné jusque-là deux séries mondiales en cinq présences en finale, visaient un premier titre depuis celui remporté en 1917.
Dans la Ligue nationale, les Astros de Houston se qualifièrent comme meilleurs deuxièmes avec un dossier de 89-73, ce qui les plaça 11 parties derrière la meilleure formation des majeures, les Cardinals de Saint-Louis, dans la section Centrale. En Série de division, Houston l'emporta trois parties à une sur les Braves d'Atlanta qui, avec un rendement de 90-72, venait de remporter dans l'Est le dernier de 14 championnats de division consécutifs. Les Cards, de leur côté, n'eurent au premier tour aucun mal à disposer en trois parties des Padres de San Diego, gagnants d'une courte victoire dans la course au championnat de la division Ouest avec un dossier ordinaire de 82-80.
Les Astros triomphèrent de Saint-Louis quatre matchs à deux Série de championnat pour accéder à leur toute première Série mondiale.

## Déroulement de la Série

### Calendrier des rencontres
| Match | Date       | Visiteur             | Hôte                 | Score              |
| ----- | ---------- | -------------------- | -------------------- | ------------------ |
| 1     | 22 octobre | Astros de Houston    | White Sox de Chicago | 3 - 5              |
| 2     | 23 octobre | Astros de Houston    | White Sox de Chicago | 6 - 7              |
| 3     | 25 octobre | White Sox de Chicago | Astros de Houston    | 7 - 5 (14 manches) |
| 4     | 26 octobre | White Sox de Chicago | Astros de Houston    | 1 - 0              |

### Match 1
Samedi 22 octobre 2005 au U.S. Cellular Field, Chicago, Illinois.
| Astros de Houston | 0 | 1 | 2 | 0 | 0 | 0 | 0 | 0 | 0 | 3 | 7  | 1 |
| White Sox de Chicago | 1 | 2 | 0 | 1 | 0 | 0 | 0 | 1 | X | 5 | 10 | 0 |
| Lanceurs partants : HOU : Roger Clemens CHW : Jose Contreras Vic. : Jose Contreras (1-0) Déf. : Wandy Rodríguez (0-1) Sauv. : Bobby Jenks (1) HRs : HOU : Mike Lamb (1) CHW : Jermaine Dye (1), Joe Crede (1) |   |   |   |   |   |   |   |   |   |   |    |   |

Dans ce premier match de série mondiale présenté à leur domicile depuis 1959, les White Sox ont rapidement pris les devants sur un circuit solo de Jermaine Dye en fin de première manche. À leur tour au bâton, les Astros égalèrent le pointage sur un coup de circuit de Mike Lamb. Les Sox reprirent immédiatement les devants sur un retrait à l'avant-champ de A.J. Pierzynski, faisant compter Carl Everett, et un double de Juan Uribe. Après deux manches, c'était 3-1 Chicago et déjà les Astros remplaçaient leur lanceur partant, le vétéran Roger Clemens. 
Houston créa à nouveau l'égalité en début de troisième sur un double de deux points de Lance Berkman. Puis en fin de 4e manche, Joe Crede frappa la longue balle aux dépens du releveur Wandy Rodríguez pour replacer Chicago en avant. Les White Sox ajoutèrent un point d'assurance en fin de 8e, sur un triple de Scott Podsednik qui fit marquer Pierzynski. Ils l'emportèrent 5-3 pour prendre les devants dans la série.

### Match 2
Dimanche 23 octobre 2005 au U.S. Cellular Field, Chicago, Illinois.
| Astros de Houston | 0 | 1 | 1 | 0 | 2 | 0 | 0 | 0 | 2 | 6 | 9  | 0 |
| White Sox de Chicago | 0 | 2 | 0 | 0 | 0 | 0 | 4 | 0 | 1 | 7 | 12 | 0 |
| Lanceurs partants : HOU : Andy Pettitte CHW : Mark Buehrle Vic. : Neal Cotts (1-0) Déf. : Brad Lidge (0-1) HRs : HOU : Morgan Ensberg (1) CHW : Paul Konerko (1), Scott Podsednik (1) |   |   |   |   |   |   |   |   |   |   |    |   |

Les Astros prirent les devants 1-0 en deuxième manche sur un circuit de Morgan Ensberg face au partant Mark Buehrle, mais la réplique des White Sox fut immédiate avec deux points à leur tour au bâton. Lance Berkman fit compter un point sur ballon-sacrifice en 3e puis en produisit deux autres en 5e à l'aide d'un double qui replaçait Houston en avant 4-2.
Les White Sox prirent les devants 6-4 en vertu d'une poussée de quatre points en 7e manche. En relève à Andy Pettitte, Dan Wheeler remplit les buts. Puis face à Chad Qualls, Paul Konerko claque un grand chelem. Ce circuit de Konerko est le 18e grand chelem de l'histoire des Séries mondiales, le premier depuis celui de Tino Martinez pour les Yankees de New York dans le 1er match de la Série mondiale 1998 et le dernier jusqu'à celui d'Addison Russell pour les Cubs de Chicago dans le 6e affrontement de la Série mondiale 2016.
Bobby Jenks sabote l'avance des siens en début de 9e, alors qu'un simple de deux points de Jose Vizcaino ramène tout le monde à la case départ. Mais en fin de 9e, Scott Podsednik frappe un circuit en solo après un retrait face au lanceur Brad Lidge. Chicago remporte le match 7-6 et s'apprête à prendre le chemin de Houston avec une avance de 2-0 dans la série.

### Match 3
Mardi 25 octobre 2005 au Minute Maid Park, Houston, Texas.
| White Sox de Chicago | 0 | 0 | 0 | 0 | 5 | 0 | 0 | 0 | 0 | 0 | 2 | 7 | 14 | 3 |
| Astros de Houston | 1 | 0 | 2 | 1 | 0 | 0 | 0 | 1 | 0 | 0 | 0 | 5 | 8  | 1 |
| Lanceurs partants : CHW : Jon Garland HOU : Roy Oswalt Vic. : Damaso Marte (1-0) Déf. : Ezequiel Astacio (1-0) Sauv. : Mark Buehrle (1) HRs : CHW : Joe Crede (2), Geoff Blum (1) HOU : Jason Lane (1) |   |   |   |   |   |   |   |   |   |   |   |   |    |   |

Pour ce tout premier match de l'histoire des Séries mondiales à être disputé au Texas, les Astros prennent une avance de 4-0. Jason Lane claque notamment un circuit d'un point. Les White Sox effacèrent l'avance de leurs adversaires en inscrivant cinq points à la 5e manche. Joe Crede amorça la manche avec un circuit, puis une série de coups sûrs portèrent Chicago en avant 5-4.
En fin de 8e, les releveurs des Sox Cliff Politte et Neal Cotts accordent des buts-sur-balles, puis Jason Lane frappe en lieu sûr contre Dustin Hermanson pour créer l'égalité 5-5.
Les Astros placent des coureurs sur les buts en 9e, 10e, 11e et 13e manches mais sont incapables de marquer. En début de 14e manche, Geoff Blum, un ancien des Astros, frappe un coup de circuit pour les White Sox aux dépens d'Ezequiel Astacio. Deux coups sûrs et un but-sur-balles plus tard, Chris Widger soutire à son tour une passe gratuite pour faire compter un point supplémentaire. En fin de 14e, Houston place un coureur au troisième but, à la suite d'un but-sur-balles et d'une erreur en défensive de l'arrêt-court Juan Uribe, mais Mark Buehrle s'amène pour effectuer le dernier retrait et confirmer le gain de 7-5 des White Sox.
Ce match a vu plusieurs records être battus : les deux équipes ont utilisé un total de 17 lanceurs (9 pour Chicago, 8 pour Houston) qui effectuèrent en tout 482 lancers; 21 frappeurs ont reçu des buts-sur-balles (12 pour Chicago, 9 pour Houston); 43 joueurs ont été utilisés dans la rencontre (22 par Chicago, 21 par Houston); et 30 coureurs ont été laissés sur les sentiers (15 par équipe). De plus, Scott Podsenik a établi un nouveau record des séries mondiales avec 8 présences au bâton officielles dans le même match.
Il s'agit du match le plus long de l'histoire des Séries mondiales : cinq heures et 41 minutes. En nombre de manches, ces 14 reprises égalent le record du match le plus long, soit la deuxième partie de la Série mondiale 1916.

### Match 4
Mercredi 26 octobre 2005 au Minute Maid Park, Houston, Texas.
| White Sox de Chicago | 0 | 0 | 0 | 0 | 0 | 0 | 0 | 1 | 0 | 1 | 8 | 0 |
| Astros de Houston | 0 | 0 | 0 | 0 | 0 | 0 | 0 | 0 | 0 | 0 | 5 | 0 |
| Lanceurs partants : CHW : Freddy García HOU : Brandon Backe Vic. : Freddy García (1-0) Déf. : Brad Lidge (0-2) Sauv. : Bobby Jenks (2) |   |   |   |   |   |   |   |   |   |   |   |   |

Le quatrième match fut essentiellement un duel de lanceurs entre les partants Freddy García des White Sox et Brandon Backe des Astros. Garcia n'alloua que 4 coups sûrs et retira 7 frappeurs au bâton en 7 manches lancées pour la victoire. Backe ne donna quant à lui que 5 coups sûrs en 7 manches et retira aussi 7 frappeurs adverses sur des prises.
En 8e manche, contre le releveur Brad Lidge, le frappeur suppléant Willie Harris frappa un simple. Il atteint le troisième sur un amorti et un retrait à l'avant-champ puis vint marquer l'unique point de la rencontre sur un simple de Jermaine Dye.
Ce match était le premier de série mondiale à se terminer par un score de 1-0 depuis le cinquième affrontement Yankees-Braves en 1996, et le dernier match de 1-0 à mettre fin à une série finale depuis la sixième rencontre de la Série mondiale 1995 entre Atlanta et Cleveland.
Les White Sox remportaient une première série mondiale depuis 1917.

## Joueur par excellence
Avec 7 coups sûrs en 16 présences au bâton, pour une moyenne de, 438, Jermaine Dye fut nommé joueur par excellence de la Série mondiale 2005. Le voltigeur de droite des White Sox de Chicago frappa un circuit, produisit trois points et en marqua trois au cours de la série contre les Astros.

## Autres
- Le match #3, qui a duré 14 manches, a vu plusieurs records être battus : les deux équipes ont utilisé un total de 17 lanceurs (9 pour Chicago, 8 pour Houston) qui effectuèrent en tout 482 lancers; 21 frappeurs ont reçu des buts-sur-balles (12 pour Chicago, 9 pour Houston); 43 joueurs ont été utilisés dans la rencontre (22 par Chicago, 21 par Houston); et 30 coureurs ont été laissés sur les sentiers (15 par équipe). De plus, Scott Podsenik a établi un nouveau record des séries mondiales avec 8 présences au bâton officielles dans le même match.
- Le lanceur Mark Buerhle, des White Sox de Chicago, a réalisé un exploit sans précédent : dans la même série, il a commencé un match comme lanceur partant, avant de réussir un sauvetage comme lanceur de relève dans le match suivant. Cette situation a pu se produire lorsque le 3e affrontement s'est rendu jusqu'en 14e manche, obligeant les équipes à recourir à plus de lanceurs qu'à l'habitude.